# Rostelecom Cup de 2018
Rostelecom Cup de 2018 (também conhecida como Cup of Russia) foi a vigésima terceira edição da Rostelecom Cup, um evento anual de patinação artística no gelo organizado pela Federação de Patinação Artística da Rússia (em russo:  Федерация фигурного катания на коньках Росси), e que fez parte do Grand Prix de 2018–19. A competição foi disputada entre os dias 16 de novembro e 18 de novembro, na cidade de Moscou, Rússia.

## Eventos
- Individual masculino
- Individual feminino
- Duplas
- Dança no gelo

## Medalhistas
| Evento                        | Ouro                                         | Prata                                         | Bronze                                                    |
| Individual masculino detalhes | Yuzuru Hanyu · Japão                         | Morisi Kvitelashvili · Geórgia                | Kazuki Tomono · Japão                                     |
| Individual feminino detalhes  | Alina Zagitova · Rússia                      | Sofia Samodurova · Rússia                     | Lim Eun-soo · Coreia do Sul                               |
| Duplas detalhes               | Evgenia Tarasova · Vladimir Morozov · Rússia | Nicole Della Monica · Matteo Guarise · Rússia | Daria Pavliuchenko · Denis Khodykin · Rússia              |
| Dança no gelo detalhes        | Alexandra Stepanova · Ivan Bukin · Rússia    | Sara Hurtado · Kirill Khaliavin · Espanha     | Christina Carreira · Anthony Ponomarenko · Estados Unidos |

## Resultados

### Individual masculino
| Pos.              | Nome                 | Nacionalidade  | Pontos | PC         | PL          |
| ----------------- | -------------------- | -------------- | ------ | ---------- | ----------- |
| Medalha de ouro   | Yuzuru Hanyu         | Japão          | 278.42 | 110.53 (1) | 167.89 (1)  |
| Medalha de prata  | Morisi Kvitelashvili | Geórgia        | 248.58 | 89.94 (2)  | 158.64 (2)  |
| Medalha de bronze | Kazuki Tomono        | Japão          | 238.73 | 82.26 (4)  | 156.47 (3)  |
| 4                 | Mikhail Kolyada      | Rússia         | 225.42 | 69.10 (8)  | 156.32 (4)  |
| 5                 | Keegan Messing       | Canadá         | 220.75 | 73.83 (7)  | 146.92 (6)  |
| 6                 | Paul Fentz           | Alemanha       | 220.57 | 78.28 (5)  | 142.29 (7)  |
| 7                 | Andrei Lazukin       | Rússia         | 215.78 | 62.45 (11) | 153.33 (5)  |
| 8                 | Alexei Krasnozhon    | Estados Unidos | 208.01 | 75.32 (6)  | 132.69 (8)  |
| 9                 | Alexander Majorov    | Suécia         | 205.59 | 82.33 (3)  | 123.26 (10) |
| 10                | Brendan Kerry        | Austrália      | 197.59 | 65.22 (10) | 132.37 (9)  |
| 11                | Artur Dmitriev Jr.   | Rússia         | 189.58 | 67.58 (9)  | 122.00 (11) |
| 12                | Julian Yee           | Malásia        | 178.71 | 60.37 (12) | 118.34 (12) |

### Individual feminino
| Pos.              | Nome                 | Nacionalidade  | Pontos | PC         | PL         |
| ----------------- | -------------------- | -------------- | ------ | ---------- | ---------- |
| Medalha de ouro   | Alina Zagitova       | Rússia         | 222.95 | 80.78 (1)  | 142.17 (1) |
| Medalha de prata  | Sofia Samodurova     | Rússia         | 198.01 | 67.40 (2)  | 130.61 (2) |
| Medalha de bronze | Lim Eun-soo          | Coreia do Sul  | 185.67 | 57.76 (6)  | 127.91 (3) |
| 4                 | Alexia Paganini      | Suíça          | 182.50 | 63.43 (3)  | 119.07 (5) |
| 5                 | Yuna Shiraiwa        | Japão          | 180.93 | 60.35 (5)  | 120.58 (4) |
| 6                 | Elizabet Tursynbaeva | Cazaquistão    | 180.45 | 61.73 (4)  | 118.72 (6) |
| 7                 | Mako Yamashita       | Japão          | 161.22 | 51.00 (9)  | 110.22 (7) |
| 8                 | Polina Tsurskaya     | Rússia         | 149.45 | 56.81 (7)  | 92.64 (8)  |
| 9                 | Yura Matsuda         | Japão          | 137.99 | 52.00 (8)  | 85.99 (9)  |
| WD                | Gracie Gold          | Estados Unidos | —      | 37.51 (10) | — (WD)     |

### Duplas
| Pos.              | Nome                                       | Nacionalidade  | Pontos | PC        | PL         |
| ----------------- | ------------------------------------------ | -------------- | ------ | --------- | ---------- |
| Medalha de ouro   | Evgenia Tarasova / Vladimir Morozov        | Rússia         | 220.25 | 78.47 (1) | 141.78 (1) |
| Medalha de prata  | Nicole Della Monica / Matteo Guarise       | Itália         | 203.83 | 72.32 (2) | 131.51 (2) |
| Medalha de bronze | Daria Pavliuchenko / Denis Khodykin        | Rússia         | 190.01 | 69.38 (3) | 120.63 (4) |
| 4                 | Miriam Ziegler / Severin Kiefer            | Áustria        | 187.01 | 63.75 (5) | 123.26 (3) |
| 5                 | Alisa Efimova / Alexander Korovin          | Rússia         | 181,62 | 65.46 (4) | 116.16 (5) |
| 6                 | Ashley Cain / Timothy Leduc                | Estados Unidos | 170.29 | 58.79 (7) | 112.50 (6) |
| 7                 | Ekaterina Alexandrovskaya / Harley Windsor | Austrália      | 144.00 | 59.28 (6) | 84.72 (7)  |
| WD                | Deanna Stellato-Dudek / Nathan Bartholomay | Estados Unidos | —      | 51.25 (8) | — (WD)     |

### Dança no gelo
| Pos.              | Nome                                     | Nacionalidade  | Pontos | PC        | PL         |
| ----------------- | ---------------------------------------- | -------------- | ------ | --------- | ---------- |
| Medalha de ouro   | Alexandra Stepanova / Ivan Bukin         | Rússia         | 199.43 | 74.49 (1) | 124.94 (1) |
| Medalha de prata  | Sara Hurtado / Kirill Khaliavin          | Espanha        | 174.42 | 66.40 (3) | 108.02 (2) |
| Medalha de bronze | Christina Carreira / Anthony Ponomarenko | Estados Unidos | 174.21 | 69.01 (2) | 105.20 (3) |
| 4                 | Sofia Evdokimova / Egor Bazin            | Rússia         | 164.66 | 64.05 (6) | 100.61 (4) |
| 5                 | Natalia Kaliszek / Maksym Spodyriev      | Polônia        | 161.62 | 66.30 (4) | 95.32 (5)  |
| 6                 | Allison Reed / Saulius Ambrulevičius     | Lituânia       | 158.03 | 64.54 (5) | 93.49 (6)  |
| 7                 | Anna Yanovskaya / Adam Lukacs            | Hungria        | 148.13 | 54.83 (7) | 93.30 (7)  |
| 8                 | Misato Komatsubara / Tim Koleto          | Japão          | 143.28 | 52.99 (8) | 90.29 (8)  |
| 9                 | Annabelle Morozov / Andrei Bagin         | Rússia         | 133.58 | 51.69 (9) | 81.89 (9)  |

## Quadro de medalhas
| Ordem | País           | Medalha de ouro | Medalha de prata | Medalha de bronze |    | Ordem por total |
| ----- | -------------- | --------------- | ---------------- | ----------------- | -- | --------------- |
| 1     | Rússia         | 3               | 2                | 1                 | 6  | 1               |
| 2     | Japão          | 1               |                  | 1                 | 2  | 2               |
| 3     | Espanha        |                 | 1                |                   | 1  | 3               |
| 3     | Geórgia        |                 | 1                |                   | 1  | 3               |
| 5     | Coreia do Sul  |                 |                  | 1                 | 1  | 3               |
| 5     | Estados Unidos |                 |                  | 1                 | 1  | 3               |
| TOTAL | TOTAL          | 4               | 4                | 4                 | 12 | —               |